# チャレンジタイム
チャレンジタイム(Challenge Time、CT)とは、パチスロにおける付加機能である。

## 概要
4号機におけるCT
特定役後、いずれかのリールを無制御（＝停止ボタンを押したリール位置で直ちに止まること。いわゆるビタ止まり）にすることにより、目押しで自由に小役を揃えられる状態（ただしリプレイとボーナスを除く）。原則Bタイプの機種に搭載でき、規定差枚数到達か規定プレイ数で終了するものがほとんどで、それらの機種では規定差枚数ギリギリで小役取得をコントロールして引き延ばすことで、規定プレイ数までメダルを減らさずボーナス抽選を受けることができた。ウルトラマン倶楽部3やアステカ等で人気を博し一時代を築くが、AT機やST機の登場により下火になった。
5号機におけるCT
5号機では規定変更により特定図柄を揃えることで発動するボーナスの扱い（正確には、「第二種特別役物（チャレンジボーナス）に係る役物連続作動装置」である）となっており、1コマまでのスベリが可能など、4号機におけるCTとは性質が大きく異なる。終了条件の一つにレギュラーボーナス成立があるため、レギュラーボーナスを搭載せず、その代用として搭載している機種がほとんどで、このため、プレイヤーが4号機のように殊更にCTと意識することはほとんどない。5号機でCT搭載機が増えたのは、CT搭載機は役物比率（全ての払い出しのうち、ボーナスに係る払い出しが占める割合）が優遇されているためである（CT非搭載機は上限60%なのに対し、CT搭載機は上限70%）。

## 内容

### 4号機
発動条件
ボーナス終了後
終了条件
ボーナス成立・差枚数201枚以上・150ゲーム終了 のいずれか

### 5号機
発動条件
特定役の入賞
終了条件
- 規定払い出し枚数到達（最大で、253枚以上の払い出し）
- 普通役物（シングルボーナス）成立
- 第一種特別役物（レギュラーボーナス）成立

その他
- 複数のCTを搭載可能
- ボタンが押された時から0.075秒（約1コマ）以内にリール停止

## 4号機での搭載機種
- クロスCT（CT機能初搭載機）
- ウルトラマン倶楽部3
- アステカシリーズ
  - アステカレジェンドR
- フルーツトリオCT
- ジャパン2
- ピンクパンサー3
- クレオパトラ
- エスプ
- ウルフエムX
- ワードオブライツ
- NJCT
- クラフト
- スロッティア
- ダブルウルフVCT
- チェリー12X
- ディーエイチ2
- デルソル2
- トリプルライダー
- ネズミケンザン
- ハロウィンII VCT
- ハロウィンCT
- ハロウィンSCT
- フライングアイズVCT
- ペイントボーイ
- ペイントマン
- メキシカンCT2
- アバロンD